# Flight 13 Records
Flight 13 Records ist ein deutsches Independentlabel aus Freiburg im Breisgau. Unter demselben Namen werden zudem ein Versandhandel und ein Ladengeschäft betrieben.
Geschäftsführer Tom Haller gründete Flight 13 Records Mitte der 1980er Jahre unter dem Namen Weed Productions als Label für seine eigenen Bands Scarecrow und Laika. In Zusammenarbeit mit Ritchie Records veröffentlichte und veröffentlicht Flight 13 Records Alben von Künstlern wie Die Aeronauten, 206, Bernadette La Hengst, Oiro, Kristof Schreuf, Das Blanke Extrem, Schalko und The Maladro!ts. Das Büro und der dazugehörige Plattenladen befinden sich seit 2007 im Freiburger Stadtteil Stühlinger. Der Schwerpunkt liegt auf Punkrock, Hardcore, Garage-Rock und generell Schallplatten. Ein Mailorderkatalog erscheint vierteljährlich und wird per Post an mehr als 6000 Empfänger verschickt.